# ماري توري
ماري توري (بالإنجليزية: Marie Torre)‏ هي صحفية أمريكية، ولدت في 17 يونيو 1924، وتوفيت في 3 يناير 1997.

## وصلات خارجية
- ماري توري على موقع IMDb (الإنجليزية)